# Марега (Верона)
Марега је насеље у Италији у округу Верона, региону Венето.
Према процени из 2011. у насељу је живело 455 становника. Насеље се налази на надморској висини од 12 м.